# Commissione economica e sociale per l'Asia e il Pacifico
La Commissione economica e sociale per l'Asia e il Pacifico (o ESCAP, dall'acronimo inglese di Economic and Social Commission for Asia and the Pacific) è una delle cinque commissioni economiche regionali che riportano al Consiglio economico e sociale (ECOSOC) delle Nazioni Unite.